# Kiss tha Game Goodbye
Albums de Jadakiss
Kiss of Death
(2004)
Singles
1. Knock Yourself Out
Sortie : 2001
2. Put Ya Hands Up
Sortie : 2001
3. We Gonna Make It
Sortie : 2001

Kiss tha Game Goodbye est le premier album studio de Jadakiss, sorti le 7 août 2001.
L'album s'est classé 2e au Top R&B/Hip-Hop Albums et 5e au Billboard 200 et a été certifié disque d'or par la Recording Industry Association of America (RIAA) le 21 septembre 2001.

## Liste des titres
| No  | Titre | Contient un (des) sample(s) de | Durée |
| --- | --- | --- | ----- |
| 1.  | Intro (Produit par Jay « Icepick » Jackson)                                                                      | | 0:57  |
| 2.  | Jada's Got a Gun (featuring E. McCaine et Antoine Stanton – Produit par Swizz Beatz)                             | | 4:27  |
| 3.  | Show Discipline (featuring Nas – Produit par Mahog)                                                              | I' Been Watching You du Southside Movement | 3:39  |
| 4.  | Knock Yourself Out (featuring Pharrell Williams – Produit par The Neptunes)                                      | Lost Ones de Lauryn Hill | 3:32  |
| 5.  | We Gonna Make It (featuring Styles P – Produit par The Alchemist)                                                | My Music de Samuel Jonathan Johnson | 3:33  |
| 6.  | None of Y'all Betta (Interprété par The Lox – Produit par DJ Premier)                                            | Waitin' for the Postman de Syreeta Fuck You de The Lox Recognize de The Lox Just a Little Piece of You de Syreeta Stick to Ya Gunz de M.O.P. featuring Kool G Rap | 3:37  |
| 7.  | Stick Yourself (skit) (featuring Big Will, Cross et Icepick – Produit par Grimy et Jay « Icepick » Jackson)      | | 1:49  |
| 8.  | I'm a Gangsta (featuring Parle – Produit par P.K.)                                                               | | 3:30  |
| 9.  | Nasty Girl (featuring Carl Thomas – Produit par Timbaland)                                                       | (You're A) Good Girl de Lillo Thomas | 3:57  |
| 10. | Put Ya Hands Up (Produit par Wayne-O)                                                                            | The Boogie Man des Jackson 5 | 3:27  |
| 11. | Jay Jerkin' (skit) (Interprété par The Lox – Produit par Jadakiss, Jay « Icepick » Jackson et Sheek)             | | 2:42  |
| 12. | On My Way (featuring Swizz Beatz – Produit par Swizz Beatz)                                                      | | 4:21  |
| 13. | Cruisin' (featuring Snoop Dogg – Produit par DJ Shok)                                                            | Nuthin' but a 'G' Thang de Dr. Dre featuring Snoop Dogg | 3:55  |
| 14. | Kiss Is Spittin' (featuring Nate Dogg et Mashonda – Produit par E. McCaine Edition)                              | I Keep Forgettin' de Michael McDonald | 3:55  |
| 15. | Fuckin' or What? (Produit par Swizz Beatz)                                                                       | One Man Band (Plays All Alone) de Monk Higgins featuring The Specialties                                                                                          | 3:42  |
| 16. | It's Time I See You (Interprété par The Lox featuring Drag-On, Eve et Infa-Red & Cross – Produit par Just Blaze) | Stop in the Name of Love de Margie Joseph | 4:11  |
| 17. | What You Ride For? (featuring Fiend, 8Ball et Yung Wun – Produit par Fiend)                                      | | 4:30  |
| 18. | Uh-Hunh! (featuring DMX – Produit par Mas et Rated R)                                                            | Esperare de Roberto Yanes Breakthrough de LL Cool J | 4:22  |
| 19. | Feel Me (Produit par The Alchemist)                                                                              | Noah's Ark de Kitarō | 2:00  |
| 20. | Keep Ya Head Up (featuring Ann Nesby – Produit par Mahog)                                                        | Optimistic des Sounds of Blackness | 5:27  |
| 21. | Charge It (skit) (Produit par Gab et Jadakiss)                                                                   | | 5:06  |